# Dracopelta zbyszewskii
Il dracopelta (Dracopelta zbyszewskii) era un dinosauro erbivoro vissuto nel Giurassico superiore (Kimmeridgiano - Titoniano, circa 155 milioni di anni fa) in Portogallo. 

## Descrizione
Questo animale è uno dei primi esemplari di anchilosauri, i dinosauri corazzati che ebbero una grande diffusione nel Cretaceo. L'aspetto doveva essere piuttosto robusto, con un cranio largo e un corpo coperto da piccole placche. Forse, lateralmente, erano presenti degli spuntoni. Il dracopelta era molto piccolo per essere un anchilosauro, e raggiungeva a malapena i due metri di lunghezza. 
Nonostante sia noto solo attraverso fossili frammentari, che includono una serie articolata di vertebre dorsali in associazione con costole e osteodermi, questo dinosauro fino a pochi anni fa rappresentava il più completo esemplare di anchilosauro giurassico, prima della scoperta di Gargoyleosaurus e di Mymoorapelta. Dracopelta è stato descritto nel 1980 da Peter Galton, che lo classificò tra i nodosauridi. Nel 2004, però, alcuni paleontologi ristudiarono l'esemplare e conclusero che Dracopelta era troppo primitivo e poco conosciuto per attribuire i suoi resti a una famiglia precisa di anchilosauri, e lo considerarono un anchilosauro incertae sedis. 